# Десантные корабли-доки типа «Уидби Айленд»
Десантные корабли-доки типа «Уидби Айленд» — серия из 8 американских десантных кораблей-доков, построенных с 1985 года и находившихся в строю до настоящего времени. Снабжены доковой камерой для четырёх транспортных судов на воздушной подушке, предназначенных для высадки морской пехоты и боевой техники.
Планируется, что все корабли этого типа в 2010—2014 годах пройдут реконструкцию, после которых срок их службы будет продлён до 2038 года. Корабли, базирующиеся на западном побережье, пройдут реконструкцию в Metro Machine Corp., базирующиеся на восточном побережье — в General Dynamics National Steel and Shipbuilding Company в Сан-Диего.

## История
Постройка кораблей типа «Уидби Айленд» планировалась в 1970-х годах для размещения новых десантных катеров на воздушной подушке. Первоначально предполагалось проектировать с нуля корабли принципиально нового класса, однако из-за финансовых ограничений было решено перепроектировать корабли типа «Анкоридж».
Несмотря на то что Конгресс США поддержал постройку кораблей, строительство при президенте Дж. Картере постоянно откладывалось из-за стагфляции и галопирующей инфляции, поразившей экономику США. Только при президенте Р. Рейгане строительство сдвинулось с мёртвой точки. Во многом оно стимулировалось тем, что корабли типа «Томастон», для замены которых строился тип «Уидби Айленд», подходили к концу своего срока службы. Одним из пунктов предвыборной программы Рейгана был план строительства флота в составе 600 кораблей, сразу после его вступления в должность в начале 1981 года был заложен головной корабль, затем выделены средства на постройку 7 остальных кораблей серии. Первый корабль вступил в строй в 1985 году, последний — в 1992 году.
Первые три корабля построены на верфи компании Lockheed Shipbuilding and Construction Company в Сиэтле, однако в 1987 году верфь прекратила своё существование, и остальные 5 кораблей построены компанией Avondale Shipyard в Новом Орлеане. Первые три корабля стоили с учётом расходов на проектирование $300 млн каждый, остальные — по
$150 млн.

## Состав серии
| Ship           | Номер  | Верфь    | Заложен    | Спущен     | В строю    | Порт приписки | Регистр |
| -------------- | ------ | -------- | ---------- | ---------- | ---------- | ------------- | ------- |
| Whidbey Island | LSD-41 | Lockheed | 04.08.1981 | 10.06.1983 | 09.02.1985 | Литтл-Крик    | LSD41   |
| Germantown     | LSD-42 | Lockheed | 05.08.1982 | 29.06.1984 | 08.02.1986 | Сан-Диего     | LSD42   |
| Fort McHenry   | LSD-43 | Lockheed | 10.06.1983 | 01.02.1986 | 08.08.1987 | Литтл-Крик    | LSD43   |
| Gunston Hall   | LSD-44 | Avondale | 26.05.1986 | 27.06.1987 | 22.04.1989 | Литтл-Крик    | LSD44   |
| Comstock       | LSD-45 | Avondale | 27.10.1986 | 16.01.1988 | 03.02.1990 | Сан-Диего     | LSD45   |
| Tortuga        | LSD-46 | Avondale | 23.03.1987 | 15.09.1988 | 17.11.1990 | Сасебо        | LSD46   |
| Rushmore       | LSD-47 | Avondale | 09.11.1987 | 06.05.1989 | 01.06.1991 | Сан-Диего     | LSD47   |
| Ashland        | LSD-48 | Avondale | 04.04.1988 | 11.11.1989 | 09.05.1992 | Литтл-Крик    | LSD48   |